# Turkije op het Europees kampioenschap voetbal 2024
Turkije was een van de deelnemende landen aan het Europees kampioenschap voetbal 2024. Het was de zesde deelname voor het land. Vincenzo Montella was de bondscoach. Het land stroomde voor het eerst sinds het EK van 2008 door naar de knock-outfase en werd in de kwartfinale uitgeschakeld door Nederland.

## Kwalificatie

### Kwalificatieduels
|                                                |                  |         |                          | |
| 25 maart 2023 «onderlinge duels» 21.00 (UTC+4) | Armenië          | 1 – 2   | Turkije                  | Stadion: Republikeins Stadion Vazgen Sargsian, Jerevan Toeschouwers: 14.125 Scheidsrechter: José María Sánchez Martínez |
| 25 maart 2023 «onderlinge duels» 21.00 (UTC+4) | Kabak 10' (e.d.) | Verslag | 35' Kökçü 64' Aktürkoğlu | Stadion: Republikeins Stadion Vazgen Sargsian, Jerevan Toeschouwers: 14.125 Scheidsrechter: José María Sánchez Martínez |
| 25 maart 2023 «onderlinge duels» 21.00 (UTC+4) |                  |         |                          | Stadion: Republikeins Stadion Vazgen Sargsian, Jerevan Toeschouwers: 14.125 Scheidsrechter: José María Sánchez Martínez |
| 25 maart 2023 «onderlinge duels» 21.00 (UTC+4) |                  |         |                          | Stadion: Republikeins Stadion Vazgen Sargsian, Jerevan Toeschouwers: 14.125 Scheidsrechter: José María Sánchez Martínez |
|                                                |                  |         |                          | |

|                                                |         |         |                    |                                                                                  |
| 28 maart 2023 «onderlinge duels» 21.45 (UTC+3) | Turkije | 0 – 2   | Kroatië            | Stadion: Timsah Arena, Bursa Toeschouwers: 37.750 Scheidsrechter: Andreas Ekberg |
| 28 maart 2023 «onderlinge duels» 21.45 (UTC+3) |         | Verslag | 20', 45+4' Kovačić | Stadion: Timsah Arena, Bursa Toeschouwers: 37.750 Scheidsrechter: Andreas Ekberg |
| 28 maart 2023 «onderlinge duels» 21.45 (UTC+3) |         |         |                    | Stadion: Timsah Arena, Bursa Toeschouwers: 37.750 Scheidsrechter: Andreas Ekberg |
| 28 maart 2023 «onderlinge duels» 21.45 (UTC+3) |         |         |                    | Stadion: Timsah Arena, Bursa Toeschouwers: 37.750 Scheidsrechter: Andreas Ekberg |
|                                                |         |         |                    |                                                                                  |

|                                               |                                  |         |                                      |                                                                               |
| 16 juni 2023 «onderlinge duels» 21.45 (UTC+3) | Letland                          | 2 – 3   | Turkije                              | Stadion: Skontostadion, Riga Toeschouwers: 6.287 Scheidsrechter: Tamás Bognár |
| 16 juni 2023 «onderlinge duels» 21.45 (UTC+3) | Emsis 51', 52', 82' Tobers 90+4' | Verslag | 23' Bardakcı 61' Ünder 90+5' Kahveci | Stadion: Skontostadion, Riga Toeschouwers: 6.287 Scheidsrechter: Tamás Bognár |
| 16 juni 2023 «onderlinge duels» 21.45 (UTC+3) |                                  |         |                                      | Stadion: Skontostadion, Riga Toeschouwers: 6.287 Scheidsrechter: Tamás Bognár |
| 16 juni 2023 «onderlinge duels» 21.45 (UTC+3) |                                  |         |                                      | Stadion: Skontostadion, Riga Toeschouwers: 6.287 Scheidsrechter: Tamás Bognár |
|                                               |                                  |         |                                      |                                                                               |

|                                               |                     |         |             |                                                                                           |
| 19 juni 2023 «onderlinge duels» 21.45 (UTC+3) | Turkije             | 2 – 0   | Wales       | Stadion: Samsun 19 mei-stadion, Samsun Toeschouwers: 28.766 Scheidsrechter: Fabio Maresca |
| 19 juni 2023 «onderlinge duels» 21.45 (UTC+3) | Nayir 72' Güler 80' | Verslag | 41' Morrell | Stadion: Samsun 19 mei-stadion, Samsun Toeschouwers: 28.766 Scheidsrechter: Fabio Maresca |
| 19 juni 2023 «onderlinge duels» 21.45 (UTC+3) |                     |         |             | Stadion: Samsun 19 mei-stadion, Samsun Toeschouwers: 28.766 Scheidsrechter: Fabio Maresca |
| 19 juni 2023 «onderlinge duels» 21.45 (UTC+3) |                     |         |             | Stadion: Samsun 19 mei-stadion, Samsun Toeschouwers: 28.766 Scheidsrechter: Fabio Maresca |
|                                               |                     |         |             |                                                                                           |

|                                                   |              |         |             |                                                                                                |
| 8 september 2023 «onderlinge duels» 21.45 (UTC+3) | Turkije      | 1 – 1   | Armenië     | Stadion: Nieuw Eskişehirstadion, Eskişehir Toeschouwers: 31.740 Scheidsrechter: Daniele Orsato |
| 8 september 2023 «onderlinge duels» 21.45 (UTC+3) | Yıldırım 88' | Verslag | 49' Dashyan | Stadion: Nieuw Eskişehirstadion, Eskişehir Toeschouwers: 31.740 Scheidsrechter: Daniele Orsato |
| 8 september 2023 «onderlinge duels» 21.45 (UTC+3) |              |         |             | Stadion: Nieuw Eskişehirstadion, Eskişehir Toeschouwers: 31.740 Scheidsrechter: Daniele Orsato |
| 8 september 2023 «onderlinge duels» 21.45 (UTC+3) |              |         |             | Stadion: Nieuw Eskişehirstadion, Eskişehir Toeschouwers: 31.740 Scheidsrechter: Daniele Orsato |
|                                                   |              |         |             |                                                                                                |

|                                                  |         |         |            |                                                                                 |
| 12 oktober 2023 «onderlinge duels» 20.45 (UTC+2) | Kroatië | 0 – 1   | Turkije    | Stadion: Opus Arena, Osijek Toeschouwers: 12.812 Scheidsrechter: Anthony Taylor |
| 12 oktober 2023 «onderlinge duels» 20.45 (UTC+2) |         | Verslag | 30' Yılmaz | Stadion: Opus Arena, Osijek Toeschouwers: 12.812 Scheidsrechter: Anthony Taylor |
| 12 oktober 2023 «onderlinge duels» 20.45 (UTC+2) |         |         |            | Stadion: Opus Arena, Osijek Toeschouwers: 12.812 Scheidsrechter: Anthony Taylor |
| 12 oktober 2023 «onderlinge duels» 20.45 (UTC+2) |         |         |            | Stadion: Opus Arena, Osijek Toeschouwers: 12.812 Scheidsrechter: Anthony Taylor |
|                                                  |         |         |            |                                                                                 |

|                                                  |                                           |         |         |                                                                                                   |
| 15 oktober 2023 «onderlinge duels» 21.45 (UTC+3) | Turkije                                   | 4 – 0   | Letland | Stadion: Konya Büyükşehir Belediyestadion, Konya Toeschouwers: 35.925 Scheidsrechter: Enea Jorgji |
| 15 oktober 2023 «onderlinge duels» 21.45 (UTC+3) | Akgün 58' Tosun 84', 90+2' Aktürkoğlu 87' | Verslag |         | Stadion: Konya Büyükşehir Belediyestadion, Konya Toeschouwers: 35.925 Scheidsrechter: Enea Jorgji |
| 15 oktober 2023 «onderlinge duels» 21.45 (UTC+3) |                                           |         |         | Stadion: Konya Büyükşehir Belediyestadion, Konya Toeschouwers: 35.925 Scheidsrechter: Enea Jorgji |
| 15 oktober 2023 «onderlinge duels» 21.45 (UTC+3) |                                           |         |         | Stadion: Konya Büyükşehir Belediyestadion, Konya Toeschouwers: 35.925 Scheidsrechter: Enea Jorgji |
|                                                  |                                           |         |         |                                                                                                   |

|                                                   |             |         |                   |                                                                                       |
| 21 november 2023 «onderlinge duels» 19.45 (UTC+1) | Wales       | 1 – 1   | Turkije           | Stadion: Cardiff City Stadium, Cardiff Toeschouwers: 32.291 Scheidsrechter: Matej Jug |
| 21 november 2023 «onderlinge duels» 19.45 (UTC+1) | Williams 7' | Verslag | 70' (pen.) Yazıcı | Stadion: Cardiff City Stadium, Cardiff Toeschouwers: 32.291 Scheidsrechter: Matej Jug |
| 21 november 2023 «onderlinge duels» 19.45 (UTC+1) |             |         |                   | Stadion: Cardiff City Stadium, Cardiff Toeschouwers: 32.291 Scheidsrechter: Matej Jug |
| 21 november 2023 «onderlinge duels» 19.45 (UTC+1) |             |         |                   | Stadion: Cardiff City Stadium, Cardiff Toeschouwers: 32.291 Scheidsrechter: Matej Jug |
|                                                   |             |         |                   |                                                                                       |

### Eindstand Groep D
| Pos | Team    | Wed | W | G | V | Ptn | DV | DT | +/− | Kwalificatie                     |
| --- | ------- | --- | - | - | - | --- | -- | -- | --- | -------------------------------- |
| 1   | Turkije | 8   | 5 | 2 | 1 | 17  | 14 | 7  | +7  | Geplaatst voor het hoofdtoernooi |
| 2   | Kroatië | 8   | 5 | 1 | 2 | 16  | 13 | 4  | +9  | Geplaatst voor het hoofdtoernooi |
| 3   | Wales   | 8   | 3 | 3 | 2 | 12  | 10 | 10 | 0   | Geplaatst voor de play-offs      |
| 4   | Armenië | 8   | 2 | 2 | 4 | 8   | 9  | 11 | −2  |                                  |
| 5   | Letland | 8   | 1 | 0 | 7 | 3   | 5  | 19 | −14 |                                  |

TFF · A-internationals · Selecties · Bondscoaches · Turks vrouwenelftal · Olympisch elftal · Turkije U21 · Turkije U20 · Turkije U19 · Turkije U18 · Turkije U17 · Turkije U16
1923 – 1929 · 
1930 – 1939 · 
1940 – 1949 · 
1950 – 1959 · 
1960 – 1969 · 
1970 – 1979 · 
1980 – 1989 · 
1990 – 1999 · 
2000 – 2009 · 
2010 – 2019 ·
2020 − 2029
EK 1996 · 
EK 2000 · 
EK 2008 · 
EK 2016 ·
EK 2020 ·
EK 2024 · WK 1954 · WK 2002 · OS 1924 · 
OS 1928 · 
OS 1936 · 
OS 1948 · 
OS 1952 · 
OS 1960
1923 · 
1924 · 
1925 · 
1926 · 
1927 · 
1928 · 
1929 · 1930 · 
1931 · 
1932 · 
1933 · 1934 · 1935 · 
1936 · 
1937 · 
1938 · 1939 · 1940 · 1941 · 1942 · 1943 · 1944 · 1945 · 1946 · 1947 · 
1948 · 
1949 · 
1950 · 
1952 · 
1952 · 
1953 · 
1954 · 
1955 · 
1956 · 
1957 · 
1958 · 
1959 · 
1960 · 
1961 · 
1962 · 
1963 · 
1964 · 
1965 · 
1966 · 
1967 · 
1968 · 
1969 · 
1970 · 
1971 · 
1972 · 
1973 · 
1974 · 
1975 · 
1976 · 
1977 · 
1978 · 
1979 · 
1980 · 
1981 · 
1982 · 
1983 · 
1984 · 
1985 · 
1986 · 
1987 · 
1988 · 
1989 · 
1990 · 
1991 · 
1992 · 
1993 · 
1994 · 
1995 · 
1996 · 
1997 · 
1998 · 
1999 · 
2000 · 
2001 · 
2002 · 
2003 · 
2004 · 
2005 · 
2006 · 
2007 · 
2008 · 
2009 · 
2010 · 
2011 · 
2012 · 
2013 · 
2014 · 
2015 ·
2016 ·
2017 ·
2018 ·
2019 ·
2020 ·
2021 ·
2022 ·
2023 ·
2024
Albanië ·
Algerije ·
Andorra ·
Angola ·
Armenië ·
Australië ·
Azerbeidzjan ·
België ·
Bosnië en Herzegovina ·
Brazilië ·
Bulgarije ·
Canada ·
Chili ·
China ·
Colombia ·
Costa Rica ·
DDR ·
Denemarken ·
Duitsland ·
Ecuador ·
Egypte ·
Engeland ·
Estland ·
Ethiopië ·
Faeröer ·
Finland ·
Frankrijk ·
Georgië ·
Ghana ·
Gibraltar ·
Griekenland ·
Guinee ·
Honduras ·
Hongarije ·
Ierland ·
IJsland ·
Irak ·
Iran ·
Israël ·
Italië ·
Ivoorkust ·
Japan ·
Joegoslavië ·
Kameroen ·
Kazachstan ·
Kosovo ·
Kroatië ·
Letland ·
Libanon ·
Libië ·
Liechtenstein ·
Litouwen ·
Luxemburg ·
Maleisië ·
Malta ·
Moldavië ·
Montenegro · 
Nederland ·
Nieuw-Zeeland ·
Noord-Ierland ·
Noord-Macedonië ·
Noorwegen ·
Oekraïne ·
Oezbekistan ·
Oostenrijk ·
Pakistan ·
Paraguay ·
Polen ·
Portugal ·
Qatar · 
Roemenië ·
Rusland ·
San Marino ·
Saoedi-Arabië ·
Schotland ·
Senegal ·
Servië ·
Slovenië · 
Slowakije ·
Sovjet-Unie ·
Spanje ·
Syrië ·
Tsjechië ·
Tsjecho-Slowakije ·
Tunesië ·
Uruguay ·
Verenigde Staten ·
Wales ·
Wit-Rusland ·
Zuid-Afrika ·
Zuid-Korea ·
Zweden ·
Zwitserland
Brazilië (2002, 1) · 
Costa Rica (2002) · 
Duitsland (2008) · 
Italië (2021) · 
Kroatië (2008) · 
Kroatië (2016) · 
Portugal (2008) · 
Spanje (2016) · 
Tsjechië (2008) · 
Wales (2021) · 
Zwitserland (2008) · 
Zwitserland (2021)
1 Günok ·
2 Çelik ·
3 Demiral ·
4 Akaydın ·
5 Yokuşlu ·
6 Kökçü ·
7 Aktürkoğlu ·
8 Güler ·
9 Tosun ·
10 Çalhanoğlu  ·
11 Yazıcı ·
12 Bayındır ·
13 Kaplan ·
14 Bardakcı ·
15 Özcan ·
16 Yüksek ·
17 Kahveci ·
18 Müldür ·
19 Yıldız ·
20 Kadıoğlu ·
21 Yılmaz ·
22 Ayhan ·
23 Çakır ·
24 Kılıçsoy ·
25 Akgün ·
26 Yıldırım ·
Coach: Montella